# Курилович Михайло
Михаїл Курилович (6 травня 1821, Нижнів — 1 квітня 1884) — руський галицький греко-католицький священник, громадський діяч, москвофіл, меценат.

## Життєпис

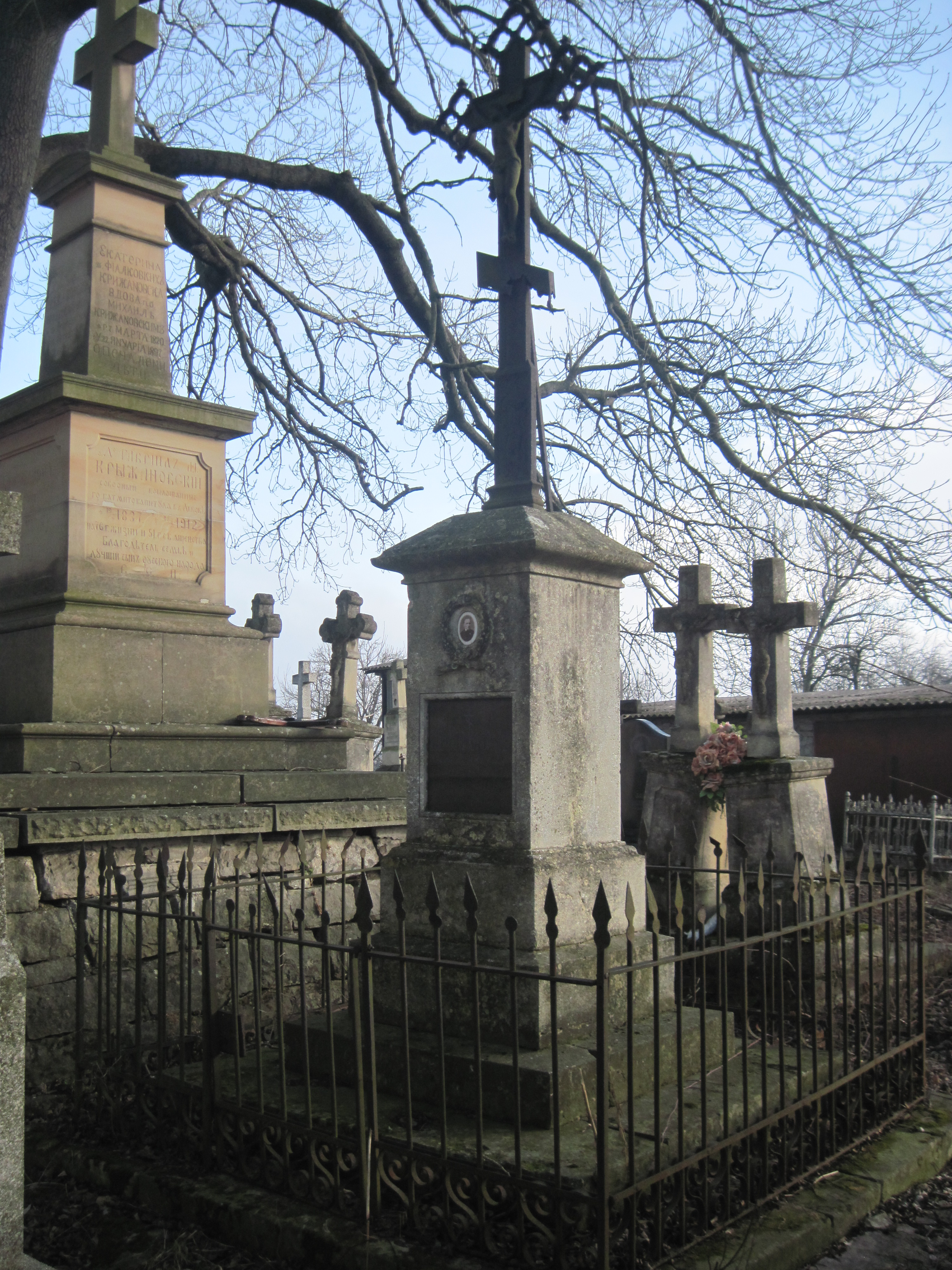
Могила М. Куриловіча, Нагірянка-Бучач

Народився в містечку Нижнів (нині Тлумацький район, Івано-Франківська область, Україна). Після закінчення семінарії 1845 року отримав ієрейські свячення як одружений священник.
Служив на парафіях в селах Теребовлянщини — струдником у с. Могильниця (1845—1847) і парохом в с. Налужжя (1847—1863). Був послом до Галицького сейму 1-го скликання (1861—1866 років) від округу Теребовля — Золотники, обраний від IV курії, входив до складу «Руського клубу». Бучацький греко-католицький декан (архипресвітер), депутат Бучацької повітової ради.
Багаторічний греко-католицький парох Бучача — з 1863 року, а в 1864—1872 роках — адміністратор Бучацького деканату. Викупив будинок колишнього православного монастиря Василіян (з 1652 року — кляштору оо. Домініканців) за 1300 золотих ринських, в якому потім було влаштовано навчальний заклад (бурсу) для дівчат з навколишніх містечок, сіл. Пізніше там навчались і хлопці. Його зусиллями було відновлено церкву святої Покрови в Бучачі (після найбільшої пожежі в місті 29 липня 1865 року).